# Movimento Rivoluzionario Tupac Amaru
Il Movimento Rivoluzionario Tupac Amaru è stato un gruppo rivoluzionario armato peruviano di matrice marxista-leninista, fondato nel 1982 e ispirato alle organizzazioni guerrigliere di sinistra operanti in altri paesi della regione, sull'esempio della Rivoluzione cubana portata avanti dal Movimento 26 luglio. 
Il principale leader, Víctor Polay Campos, alias "camarada Rolando", ha guidato il Movimento fino al suo arresto e condanna all'ergastolo nel 1992. Il comando è stato poi assunto da Néstor Cerpa Cartolini fino al 1997, anno in cui fu ucciso a Lima, durante l'assalto all'ambasciata giapponese.

## Storia

### Le origini
Le origini culturali del movimento MRTA, come indica il nome stesso, si collegano alla storia di Túpac Amaru II, capo di una rivolta indigena contro gli spagnoli nel Perù coloniale del XVIII secolo.
Il Movimento nasce il 1 marzo 1982 durante una riunione del "Comitè Central" in cui una decina di dirigenti del Partido Socialista Revolucionario Marxista-Leninista (PSR ML) e del Movimiento de Izquierda Revolucionaria (MIR-EM) decisero di promuovere la lotta armata contro il governo del generale Juan Velasco Alvarado, ritenuto colpevole di una crisi economica e sociale senza precedenti. 
La neonata organizzazione, autonominatosi Ejército Popular Tupacamarista, seguendo il modello convenzionale delle guerriglie latinoamericane, reclutava colonne di combattenti educate attraverso scuole militari, provviste di armi da guerra e organizzate in accampamenti al di fuori delle aree urbane. Questa struttura militare venne resa operativa da distaccamenti specializzati, chiamati "Forze Speciali" ("Fuerzas Especiales") in azione nelle aree urbane e rurali.

### Ideologia e obiettivi
La lotta armata dell'MRTA aveva come obiettivo la raccolta di un ampio consenso popolare che rendesse possibile la transizione verso una nuova società di stampo socialista. La propaganda, che mirava a coinvolgere e rendere attiva l'ampia e disagiata fascia dei contadini, ruotava attorno al reddito garantito e alla redistribuzione delle terre, e utilizzava l'iconografia di Tupac Amaru per chiamare alla rivolta contro lo straniero e al riscatto nazionale. Secondo Víctor Polay, infatti, il Perù era diventato un paese capitalista a discapito della propria indipendenza; il leader dell'MRTA, con un chiaro richiamo ai temi della Rivoluzione francese, denunciava la vocazione imperialista della borghesia e la complicità della classe operaia delle città, e incitava alla rivolta gli strati più bassi della popolazione.
Questa visione pratica e politica contrappose il Movimento all'altra organizzazione armata peruviana, Sendero Luminoso, che non mirava al rovesciamento del governo attraverso un ampio consenso, ma puntava all’annientamento dello Stato attraverso l'azione militare.

### Azioni durante il governo Belaúnde (1975-1985)
Il 31 maggio 1982 è la data della prima azione armata: cinque militanti, tra cui Víctor Polay, assaltarono una banca nel distretto La Victoria.
Le azioni di guerriglia urbana si intensificarono nelle città più importanti del paese e si mise in moto la fase di propaganda attraverso la denuncia della politica economica del governo. Il movimento voleva dimostrare al popolo la necessità di intraprendere una guerra rivoluzionaria, come unica soluzione all'oppressione.
Nel gennaio 1984 venne attaccato un posto di polizia a Lima, come risposta agli abusi, alle aggressioni e uccisioni operate dal regime. 
L'MRTA riuscì ad espandere la sua influenza nelle fabbriche e nei quartieri popolari di Lima.
Al fine di raggiungere i propri scopi propagandistici, furono utilizzati anche mezzi di comunicazione normali, come la stampa, con il giornale "Venceremos", e la radio, con la radio-emittente clandestina chiamata "4 de Noviembre".
Nel 1985 sono indette nuove elezioni. Le azioni del movimento aumentarono e salirono di livello, tra queste si ricorda l'esplosione di un'auto-bomba di fronte al Ministero degli Interni.

### Azioni durante il governo Garcia Perez (1985-1990)
Le elezioni presidenziali del 1985 videro l'elezione di Alan García Pérez e la vittoria del partito APRA (Alianza Popular Revolucionaria Americana).
La direzione del MRTA, in risposta, sospese le azioni militari con la speranza di ottenere un dialogo concreto che portasse all'amnistia dei propri affiliati divenuti nel frattempo prigionieri politici.
Il dialogo con il governo non decollò, la lotta armata riprese passando per i sequestri numerosi di imprenditori e personalità di spicco per motivi di autofinanziamento.
Nell'agosto del 1986 venne organizzata una conferenza stampa a Lima nella quale Víctor Polay, incappucciato, in qualità di segretario generale, annunciò ufficialmente ai giornalisti la fine della tregua nei confronti del governo aprista. Tra le motivazioni: l'importazione eccessiva di prodotti agricoli dall'estero, un programma economico con cui il governo creava l'illusione di una crescita senza però sostenere davvero la produzione, ed infine la violazione dei diritti umani, evidente nella sanguinosa repressione delle manifestazioni popolari di protesta, nella scoperta di fosse comuni, e nell'impunità garantita ai colpevoli materiali delle violazioni. L'atto simbolico che annunciava la ripresa delle ostilità contro il governo fu il lancio di una granata contro il balcone dal quale il presidente Alan García era solito apparire pubblicamente.
Contemporaneamente l’offensiva si spostò nel dipartimento di San Martìn, definito Nord-Orientale, con un fronte formato da circa 60 uomini sotto la guida di Víctor Polay. 
Dopo l'occupazione emerretista della città di Juanjui, il governo decretò lo stato di emergenza nel distretto, dispiegando subito forze militari per neutralizzare il fronte.
Gli scontri tra l'esercito e le milizie dell'MRTA aumentarono, causando centinaia di vittime, e culminando nel gennaio 1990 con l'assassinio del generale Enrique Lòpez Albùjar Trint, ex ministro della Difesa del governo di Alan Garcìa. 
Nel febbraio dello stesso anno, però, Víctor Polay venne arrestato e condotto nella prigione di Canto Grande, dove si trovavano molti altri militanti. 
La direzione del Movimento fu assunta da Néstor Cerpa Cartolini. Il nuovo leader portò subito a termine un tunnel segreto sotto il carcere, per arrivare alla liberazione dei compagni detenuti. 
Il 9 luglio 1990, 47 emerretisti fuggirono dalla prigione di Canto Grande sfruttando la galleria clandestina, lunga 332 metri.

### Azioni durante il governo Fujimori (1990-2000)
Nell'aprile del 1990 furono indette le nuove elezioni presidenziali ed il nuovo eletto fu Alberto Kenya Fujimori, che durante la campagna elettorale aveva citato la possibilità di un dialogo con le fazioni in rivolta, salvo poi tornare sui propri passi una volta al potere. Anzi, con il colpo di stato voluto dallo stesso Fujimori nel 1992, in Perù si instaurò una dittatura civile e militare. Il paese attraversò la più grave crisi economica, sociale e politica della propria storia.
La repressione si concretizzò in leggi speciali contro le organizzazioni di sinistra. I prigionieri politici, soggetti a torture, psicologiche e fisiche, furono migliaia.
L'MRTA, come altre fazioni guerrigliere, si oppose a proprio modo, continuando e intensificando la lotta armata. 
Vennero creati nuovi fronti e rinforzati quelli esistenti, ma iniziano a verificarsi i primi disordini interni al movimento. Il MIR Voz Rebelde si staccò dalle file dell'MRTA. I principali leader, tra cui Víctor Polay, furono nuovamente catturati dalla polizia, grazie soprattutto alla "Legge del pentimento" (Ley del Arrepentimiento) che forniva benefici di legge ai militanti che tradivano e confessavano. 
La risposta della Direzione Nazionale del Movimento fu di pianificare quella che poi si sarebbe rivelata l'ultima azione: il 17 dicembre 1996, 14 militanti guidati da Néstor Cerpa Cartolini, occuparono la residenza dell'ambasciatore giapponese Morihisa Aoki, durante la festa per il suo compleanno, sequestrando più di 600 invitati. L'obiettivo era quello di scambiare gli ostaggi con i prigionieri politici. Dopo 126 giorni di trattative e assedio, con la liberazione di diversi ostaggi, le forze speciali entrarono nell'ambasciata attraverso tunnel sotterranei scavati appositamente, uccidendo tutti i Tupacamaristi e salvando i 72 ostaggi rimasti tranne uno, ucciso accidentalmente nella sparatoria. Questa vicenda segnò la fine del MRTA come organizzazione armata attiva.

## Cronologia principali azioni
La Comisión de Verdad y Reconciliación ritiene l'MRTA responsabile dell'1,8% delle violazioni dei diritti umani commessi in Perù durante gli anni 1980-2000 e di un gran numero di attacchi a posti di polizia, banche, negozi.
Di seguito le principali azioni effettuate dal Movimento:
- 30 maggio 1982: assalto a una banca nel distretto La Victoria. Muore l'emerretista Talledo Feria.
- 16 novembre 1983: attacco alla casa dei marines a Lima come protesta per l'invasione nordamericana a Granada.
- 22 gennaio 1984: attacco al comando di polizia del distretto di Villa El Salvador, come risposta agli abusi e alle uccisioni commesse dalle forze dell'ordine.
- 26 marzo 1984: attacco alla residenza del Ministro dell'Economia Carlos Rodríguez Pastor.
- 8 dicembre 1984: sequestro di due giornalisti di Canal 2. Successivamente i sequestratori comunicano con i dirigenti del canale esigendo la diffusione di una video cassetta pena esecuzione dei rapiti.
- 18 marzo 1985: attacco alla residenza del Ministro del Lavoro, Joaquín Leguía, e alla residenza del fratello del Ministro dell'Agricoltura, Arturo Hurtado Miller.
- 25 luglio 1985: esplosione di un'auto-bomba di fronte al Ministero degli Interni.
- 11 aprile 1986: nove attentati si registrano in diverse parti della capitale. Gli obiettivi: l'Ambasciata dell'Unione Europea, l'Ambasciata del Venezuela e altri edifici commerciali.
- 21 aprile 1986: un'auto-bomba viene fatta esplodere di fronte alla residenza dell'ambasciatore nordamericano come segno di solidarietà per la Libia, bombardata dagli Stati Uniti.
- 5 agosto 1987: attacco al Palazzo del Governo.
- 17 novembre 1987: scontro sanguinoso a Tarapoto tra MRTA ed Esercito.
- 2 aprile 1989: tentata uccisione di Carmen Rosa Cusquien, ex emerretista accusata di tradimento. Cusquien sopravvive all'attacco, riportando però gravi ferite.
- 1 giugno 1989: Carmen Rosa Cusquien viene uccisa nel letto d'ospedale.
- 21 settembre 1989: il carrello una ragazzina che vende emollienti per strada è sequestrato e riempito di 12 chili di dinamite, quindi piazzato in una porta laterale del Ministero dell'Economia. Diciannove persone ferite il bilancio dell'esplosione.
- 5 ottobre 1989: sequestro dell'imprenditore e assessore del presidente Alan García, Héctor Delgado Parker, liberato nell'aprile 1990 dopo il pagamento di un riscatto milionario.
- 9 gennaio 1990: assassinio del Generale dell'Esercito ed ex Ministro della Difesa, Enrique López Albujar.
- 9 luglio 1990: fuga dal carcere di Canto Grande di 47 emerettisti tra cui Víctor Polay, attraverso un tunnel lungo 322 metri.
- 11 settembre 1990: sequestro del direttore esecutivo di "Cementos Lima", Víctor de la Torre Romero, liberato nel dicembre 1991. Questo il sequestro più lungo.
- 24 luglio 1992: attacco con un mortaio al Quartier Generale dell'Esercito a Miraflores.
- 17 dicembre 1996: occupazione dell'Ambasciata giapponese a Lima.

## Le condanne
Nel 2009 l'Unione Europea ha rifiutato la richiesta da parte del governo peruviano di inserire l'MRTA nella lista delle organizzazioni terroristiche, qualificandolo come "insorgente".
Il 7 aprile 2009, l'ex presidente dittatore del Perù, Alberto Fujimori, è stato condannato a 25 anni di carcere per crimini contro l'umanità, dalla sezione penale della corte suprema di giustizia. La Corte ha riconosciuto l’esistenza di un apparato militare dedito a violazione continua dei diritti umani, tortura e uccisioni, e controllato dal governo stesso attraverso i massimi vertici.
Molti degli ex-guerriglieri peruviani, tra cui il primo leader Víctor Polay, si trovano tuttora nella prigione militare del Callao. Nel 2008, la Corte Suprema ha aumentato le pene a tutti i vertici dell'MRTA.
Polay, condannato inizialmente all'ergastolo da un tribunale di giudici "senza volto", è stato giudicato da un tribunale regolare soltanto nel 2006. Gli anni di pena, in origine 32, sono stati aumentati a 35 dalla Corte Suprema, con un'ulteriore sentenza del 2008. Per quasi un decennio ha vissuto in condizioni definite inumane dalla Croce Rossa internazionale.

## Commissione per la verità e la riconciliazione
La Commissione per la verità e la riconciliazione, istituita dalle autorità per far luce sui crimini di ciascuno degli attori del conflitto, attribuisce all'MRTA l'1,5% dei crimini del conflitto. Secondo la commissione: "A differenza di Sendero Luminoso e di altre organizzazioni armate, l'MRTA rivendicava la responsabilità delle proprie azioni, i suoi membri indossavano uniformi o altri segni distintivi per differenziarsi dalla popolazione civile, non attaccavano la popolazione disarmata ed erano aperti ai negoziati di pace. Tuttavia, l'MRTA ha commesso anche atti criminali; ha fatto ricorso ad assassinii, come nel caso del generale Enrique López Albújar, alla presa di ostaggi e al sequestro di persona, crimini che violano non solo la libertà personale ma anche il diritto umanitario internazionale che l'MRTA sosteneva di rispettare."